# 林肯鎮區 (堪薩斯州渥太華縣)
林肯鎮區（英語：Lincoln Township）為美國堪薩斯州渥太華縣轄下的鎮區。2010年美国人口普查中此鎮區人口有154人。

## 地理
林肯鎮區涵蓋總面積為92.9平方（35.87平方英里），其中陸地面積為92.8平方（35.84平方英里），水域面積為0.078平方（0.03平方英里）或0.08%。

## 人口統計
根據2010年美國人口普查，林肯鎮區人口有154人，其中男性有80人，女性有74人，人口密度為每平方公里1.66人，住房計67戶。鎮區內的白人有150人，非裔美國人有0人，美洲原住民有0人，亞裔美國人有0人，太平洋島裔美國人有0人，其他種族有1人，混血種族則有3人。此外鎮區內有2人為西班牙裔或拉丁裔美國人。此鎮區之年齡中位數為46.3歲，而男性年齡中位數為48.2歲，女性年齡中位數為46.0歲。

## 交通

### 主要公路
- 18號堪薩斯州州道